# Патнам (Нью-Йорк)
Патнам (англ. Putnam) — місто (англ. town) в США, в окрузі Вашингтон штату Нью-Йорк. Населення — 567 осіб (2020).

## Демографія
Згідно з переписом 2010 року, у місті мешкало 609 осіб у 259 домогосподарствах у складі 185 родин. Було 674 помешкання
Расовий склад населення:
| - 99,2 % — білих |

До двох чи більше рас належало 0,8 %. Частка іспаномовних становила 0,2 % від усіх жителів.
За віковим діапазоном населення розподілялося таким чином: 20,7 % — особи молодші 18 років, 59,3 % — особи у віці 18—64 років, 20,0 % — особи у віці 65 років та старші. Медіана віку мешканця становила 49,4 року. На 100 осіб жіночої статі у місті припадало 100,3 чоловіків;  на 100 жінок у віці від 18 років та старших — 92,4 чоловіків також старших 18 років.
Середній дохід на одне домашнє господарство  становив 83 697 доларів США (медіана — 54 333), а середній дохід на одну сім'ю — 83 475 доларів (медіана — 59 500). Медіана доходів становила 49 792 долари для чоловіків та 38 750 доларів для жінок. За межею бідності перебувало 13,9 % осіб, у тому числі 35,3 % дітей у віці до 18 років та 4,0 % осіб у віці 65 років та старших.
Цивільне працевлаштоване населення становило 217 осіб. Основні галузі зайнятості: освіта, охорона здоров'я та соціальна допомога — 20,3 %, будівництво — 15,2 %, виробництво — 14,3 %.